# Корпускулярно-волновой дуализм
Корпускулярно-волновой дуализм — свойство природы, состоящее в том, что материальные микроскопические объекты могут при одних условиях проявлять свойства классических волн, а при других — свойства классических частиц.
Типичные примеры объектов, проявляющих двойственное корпускулярно-волновое поведение — электроны и свет; принцип справедлив и для более крупных объектов, но, как правило, чем объект массивнее, тем в меньшей степени проявляются его волновые свойства (речь здесь не идёт о коллективном волновом поведении многих частиц, например, волны на поверхности жидкости).
Идея о корпускулярно-волновом дуализме была использована при разработке квантовой механики для интерпретации явлений, наблюдаемых в микромире, с точки зрения классических концепций. В действительности квантовые объекты не являются ни классическими волнами, ни классическими частицами, проявляя свойства первых или вторых лишь в зависимости от условий экспериментов, которые над ними проводятся. Корпускулярно-волновой дуализм необъясним в рамках классической физики и может быть истолкован лишь в квантовой механике.
Дальнейшим развитием представлений о корпускулярно-волновом дуализме стала концепция квантованных полей в квантовой теории поля.

## История развития
Вопросы о природе света и вещества имеют многовековую историю, однако до определённого времени считалось, что ответы на них обязаны быть однозначными: свет — либо поток частиц, либо волна; вещество либо состоит из отдельных частиц, подчиняющихся классической механике, либо представляет собой сплошную среду.
Атомно-молекулярное учение на протяжении своего развития долго оставалось в статусе лишь одной из возможных теорий, однако к концу XIX века существование атомов и молекул уже не вызывало сомнений. В 1897 году Томсон экспериментально обнаружил электрон, а в 1911 году Резерфорд открыл ядро атома. Была разработана боровская модель атома, в которой электрон подразумевался точечной или очень малой частицей. Однако модель Бора была не вполне последовательна, требовалась другая теория.
Корпускулярная теория света, представляющая световой луч как поток отдельных частиц, была популярна в Новое время — самым известным из её сторонников был внёсший большой вклад в изучение света Исаак Ньютон. Однако в XIX веке были сформулированы принцип Гюйгенса — Френеля и затем уравнения Максвелла, прекрасно описывавшие свет как волну, состоящую из колебаний электромагнитного поля. Взаимодействие электромагнитной волны с веществом успешно описывалось классической теорией поля.
Казавшееся устоявшимся волновое описание света оказалось неполным, когда в 1901 году Планк получил формулу для спектра излучения абсолютно чёрного тела, а затем Альберт Эйнштейн объяснил фотоэффект, опираясь на предположение, что свет с определённой длиной волны излучается и поглощается исключительно определёнными порциями. Такая порция — квант света, позднее названный фотоном, — переносит энергию, пропорциональную частоте световой волны с коэффициентом {\displaystyle h} — постоянная Планка. Таким образом, оказалось, что свет проявляет не только волновые, но и корпускулярные свойства.
Французский учёный Луи де Бройль (1892—1987), развивая представления о двойственной корпускулярно-волновой природе света, выдвинул в 1923 году гипотезу об универсальности корпускулярно-волнового дуализма. Он утверждал, что не только фотоны, но и электроны и любые другие частицы материи наряду с корпускулярными обладают также волновыми свойствами.
Согласно де Бройлю, с каждым микрообъектом связываются, с одной стороны, корпускулярные характеристики — энергия {\displaystyle E} и импульс {\displaystyle p}, а с другой стороны — волновые характеристики — частота и длина волны.
Более конкретное и корректное воплощение принцип корпускулярно-волнового дуализма получил в «волновой механике» Шрёдингера, которая затем превратилась в современную квантовую механику.
Вскоре Джордж Томсон и Клинтон Джозеф Дэвиссон с Лестером Джермером независимо обнаружили дифракцию электронов, дав тем самым убедительное подтверждение реальности волновых свойств электрона и правильности квантовой механики.
Так как дифракционная картина исследовалась для потока электронов, то необходимо было доказать, что волновые свойства присущи каждому электрону в отдельности. Это удалось экспериментально подтвердить в 1948 году советскому физику В. А. Фабриканту. Он показал, что даже в случае столь слабого электронного пучка, когда каждый электрон проходит через прибор независимо от других, возникающая при длительной экспозиции дифракционная картина не отличается от дифракционных картин, получаемых при короткой экспозиции для потоков электронов в десятки миллионов раз более интенсивных.
Трактовку корпускулярно-волнового дуализма в русле квантовой механики дал физик В. А. Фок (1898—1974):
Можно сказать, что для атомного объекта существует потенциальная возможность проявлять себя, в зависимости от внешних условий, либо как волна, либо как частица, либо промежуточным образом. Именно в этой потенциальной возможности различных проявлений свойств, присущих микрообъекту, и состоит дуализм волна — частица. Всякое иное, более буквальное, понимание этого дуализма в виде какой-нибудь модели неправильно.
Ричард Фейнман в ходе построения квантовой теории поля развил общепризнанную сейчас формулировку через интегралы по траекториям, которая не требует использования классических понятий «частицы» или «волны» для описания поведения квантовых объектов.

## Волны де Бройля
Количественное выражение принцип корпускулярно-волнового дуализма получает в идее волн де Бройля. Для любого объекта, проявляющего одновременно волновые и корпускулярные свойства, имеется связь между импульсом {\displaystyle \mathbf {p} } и энергией {\displaystyle E}, присущими этому объекту как частице, и его волновыми параметрами — волновым вектором {\displaystyle \mathbf {k} }, длиной волны {\displaystyle \lambda }, частотой {\displaystyle \nu }, циклической частотой {\displaystyle \omega }. Эта связь задаётся соотношениями:
{\displaystyle \mathbf {p} =\hbar \mathbf {k} ;\ |\mathbf {p} |=h/\lambda ,}
{\displaystyle E=\hbar \omega =h\nu ,}
где {\displaystyle \hbar } и {\displaystyle h=2\pi \hbar } — редуцированная и обычная постоянная Планка, соответственно. Эти формулы верны для релятивистских энергии и импульса.
Волна де Бройля ставится в соответствие любому движущемуся объекту микромира; таким образом, в виде волн де Бройля и свет, и массивные частицы подвержены интерференции и дифракции. В то же время чем больше масса частицы, тем меньше её дебройлевская длина волны при той же скорости, и тем сложнее зарегистрировать её волновые свойства. Грубо говоря, взаимодействуя с окружением, объект ведёт себя как частица, если длина его дебройлевской волны много меньше характерных размеров, имеющихся в его окружении, и как волна — если много больше; промежуточный случай может быть описан только в рамках полноценной квантовой теории.
Физический смысл волны де Бройля таков: квадрат модуля амплитуды волны в определённой точке пространства равен плотности вероятности обнаружения частицы в данной точке, если будет проведено измерение её положения. В то же время, пока измерение не проведено, частица в действительности не находится в каком-либо одном конкретном месте, а «размазана» по пространству в виде дебройлевской волны.
Идея волны де Бройля как эмпирическая закономерность помогает делать общие выводы о том, будут ли в той или иной ситуации проявляться волновые свойства массивных частиц, и получать количественные оценки в простых случаях — например, оценить ширину дифракционных полос при дифракции электронов. Но эта идея не описывает реальность непосредственно и не позволяет полностью правильно описать поведение частиц с учётом всех основных эффектов квантовой механики (например, квантовая запутанность). Поэтому в основе математического описания (нерелятивистской) квантовой механики лежит другой, более корректно и строго определённый объект с похожим смыслом — волновая функция.

## Корпускулярно-волновой дуализм света
Как классический пример применения принципа корпускулярно-волнового дуализма, свет можно трактовать как поток корпускул (фотонов), которые во многих физических эффектах проявляют свойства классических электромагнитных волн. Свет демонстрирует свойства волны в явлениях дифракции и интерференции при масштабах, сравнимых с длиной световой волны. Например, даже одиночные фотоны, проходящие через двойную щель, создают на экране интерференционную картину, определяемую уравнениями Максвелла. Также явление поляризации света свидетельствует в пользу его волновой природы.

Фотоэффект. Падающие на металлическую пластину (показано слева-сверху) фотоны выбивают из неё электроны (показано вправо-вверх).

Тем не менее, эксперимент показывает, что фотон не есть короткий импульс электромагнитного излучения, например, он не может быть разделён на несколько пучков оптическими делителями лучей, что наглядно показал эксперимент, проведённый французскими физиками Гранжье, Роже и Аспэ в 1986 году. Корпускулярные свойства света проявляются в закономерностях равновесного теплового излучения, при фотоэффекте и в эффекте Комптона, в явлениях химического действия света. Фотон ведёт себя и как частица, которая излучается или поглощается целиком объектами, размеры которых много меньше его длины волны (например, атомными ядрами), или вообще могут считаться точечными (например, электрон).
Чем меньше длина волны электромагнитного излучения, тем больше энергия и импульс фотонов и тем труднее обнаружить волновые свойства этого излучения. Например, рентгеновское излучение дифрагирует только на очень «тонкой» дифракционной решётке — кристаллической решётке твёрдого тела.

## Волновое поведение крупных объектов
После демонстрации волновых свойств фотонов и электронов аналогичные эксперименты проводились с нейтронами и протонами. Среди самых известных экспериментов — опыты проведённые Эстерманном и Отто Штерном в 1929 году. Авторы аналогичных недавних экспериментов с атомами и молекулами, описанных ниже, утверждают, что эти более крупные частицы также демонстрируют волновые свойства.
Основополагающая серия экспериментов, подчеркивающих действие гравитации и корпускулярно-волновые свойства нейтронов проведена в 1970-х годах с использованием нейтронного интерферометра. Нейтроны, один из компонентов атомного ядра, обеспечивают большую часть массы ядра и, следовательно, массы обычного вещества. В нейтронном интерферометре они демонстрируют свою волновую природу, под действием силы тяжести. Хотя результаты не были удивительными, поскольку было известно, что гравитация действует на всё, включая свет (см. Тесты общей теории относительности и эксперимент с падающими фотонами Паунда — Ребки), самоинтерференция квантово-механической волны массивного фермиона в гравитационном поле ранее никогда не была подтверждена экспериментально.
В 1999 году исследователи Венского университета сообщили о дифракции фуллеренов С60. Фуллерены — сравнительно большие и массивные объекты с атомной массой около 720 а. е. м.. Длина волны де Бройля падающего пучка составляла около 2,5 pm, тогда как диаметр молекулы составляет около 1 нм, примерно в 400 раз больше. В 2012 году эти эксперименты по дифракции в дальней зоне были распространены на молекулы фталоцианина и их более тяжёлые производные, которые состоят из 58 и 114 атомов соответственно. В этих экспериментах построение таких интерференционных картин можно было регистрировать в реальном времени и с чувствительностью приближенной к одной молекуле.
В 2003 году Венская группа также продемонстрировала волновую природу тетрафенилпорфирина — плоской молекулы биокрасителя с размером около 2 нм и массой 614 а. е. м. Для этого эксперимента они использовали ближнепольный интерферометр Тальбота — Лау. В том же интерферометре они также обнаружили интерференционные полосы для C60F48, фторированного бакибола с массой около 1600 а. е. м., состоящего из 108 атомов. Большие молекулы уже настолько сложны, что дают экспериментальный доступ к некоторым аспектам квантово-классического интерфейса, то есть к определённым механизмам декогеренции. В 2011 году для интерференции использовались молекулы с массой 6910 а. е. м. в интерферометре Капицы — Дирака — Тальбота — Лау. В 2013 г. продемонстрировалась интерференция молекул с массой более 10 000 а. е. м..
Кудер, Форт и др. показали что макроскопические капли масла на поверхности колеблющейся жидкости можно использовать в качестве аналоговой модели дуальности волна-частица. Локализованная капля создаёт вокруг себя периодическое волновое поле. Резонансное взаимодействие между каплей и её собственным волновым полем проявляет поведение, аналогичное квантовым частицам: интерференцию в эксперименте с двумя щелями, непредсказуемое туннелирование (сложным образом зависит от практически скрытого состояния поля), орбитальное квантование (эта частица должна «найти резонанс» с возмущениями поля, которые она создаёт — после одного цикла её внутренняя фаза должна вернуться в исходное состояние) и эффект Зеемана. Обратите внимание, что другие эксперименты с одной и двумя щелями показали, что взаимодействия стенка-капля, а не дифракция или интерференция пилотной волны могут отвечать за наблюдаемые гидродинамические картины, которые отличаются от интерференционных картин, вызванных щелью, демонстрируемых квантовыми частицами.
В 2019 году удалось добиться дифракции молекул массой более 25 000 а. е. м., состоящих из почти 2000 атомов каждая.
Имеют ли объекты более тяжелые, чем масса Планка (примерно масса большой бактерии) длину волны де Бройля, теоретически неясно и экспериментально недостижимо; выше планковской массы комптоновская длина волны частицы будет меньше планковской длины и её собственного радиуса Шварцшильда, масштаба, в котором современные теории физики могут разрушиться или должны быть заменены более общими.

## Важность
Дуальность волна-частица содержится в основаниях квантовой механики. В формализме теории вся информация о частице закодирована в её волновой функции, комплекснозначной функции, примерно аналогичной амплитуде волны в каждой точке пространства. Зависимость этой функции от времени определяется уравнением Шредингера. Для частиц, обладающих массой, это уравнение имеет решения, которые аналогичны решениям волнового уравнения. Распространение таких волн приводит к волновым явлениям, таким как интерференция и дифракция. Частицы без массы, как и фотоны, не являются решениями уравнения Шредингера. Вместо волновой функции частицы, которая локализует массу в пространстве, волновая функция фотона может быть построена из кинематики Эйнштейна для локализации энергии в пространственных координатах.
Частице-подобное поведение наиболее очевидно из-за явлений, связанных с измерениями в квантовой механике. После измерения местоположения частицы она будет переведена в более локализованное состояние в соответствии с принципом неопределенности. Если использовать этот формализм, измерение волновой функции случайным образом приведёт к коллапсу волновой функции к виду с резко выраженным максимумом функции в каком-то месте. Для частиц с массой вероятность обнаружения частицы в любом конкретном месте равна квадрату амплитуды волновой функции там. Измерение вернёт чётко определённое положение, которое подчиняется принципу неопределенности Гейзенберга.
С развитием квантовой теории поля двусмысленность исчезла. Поле допускает решения, соответствующие волновому уравнению, которые называются волновыми функциями. Термин частица используется для обозначения неприводимых представлений группы Лоренца, разрешённых полем. Взаимодействие на диаграмме Фейнмана, принимается в качестве удобного с точки зрения вычислений приближения, когда известно, что исходящие стрелки являются упрощением для распространения частиц, а внутренние линии в некотором порядке разложение полевого взаимодействия. Поскольку поле нелокально и квантовано, объясняются явления, которые раньше считались парадоксами. В рамках дуализма волна — частица квантовая теория поля приводит к тем же результатам.